# Teilflächen und Gewässerstrukturen im Meroder und Laufenburger Wald
Koordinaten: 50° 47′ 20″ N, 6° 20′ 29″ O
Das Naturschutzgebiet Teilflächen und Gewässerstrukturen im Meroder und Laufenburger Wald liegt auf dem Gebiet der Gemeinde Langerwehe im Kreis Düren in Nordrhein-Westfalen.
Das aus drei Teilflächen bestehende Gebiet erstreckt sich südlich des Kernortes Langerwehe und südlich und südwestlich von Merode, einem Ortsteil von Langerwehe. Nördlich des Gebietes verläuft die B 264, westlich die Landesstraße L 12 und südlich die L 25. Südlich erstreckt sich die 162 ha große Wehebachtalsperre.

## Bedeutung
Das etwa 266,9 ha große Gebiet wurde im Jahr 2014 unter der Schlüsselnummer DN-077 unter Naturschutz gestellt. Schutzziel ist die „Erhaltung und Entwicklung naturnaher Laubbestände und Fließgewässer mit begleitenden Erlenauenwäldern und Sumpfwäldern.“